# 科氏杜父魚
科氏杜父魚，為輻鰭魚綱鮋形目杜父魚亞目杜父魚科的其中一種，為溫帶淡水魚，分布於歐洲伏爾加河、烏拉河、第聶伯河、波羅的海沿岸淡水流域，體長可達8.1公分，棲息在底中層水域，生活習性不明。

## 擴展閱讀
維基物種上的相關：科氏杜父魚